# 受取配当金
受取配当金（うけとりはいとうきん）は、簿記で法人の株主に分配される儲けの一部。勘定科目の5要素では収益に属する。配当金領収証が株主に送られてくるので、これを銀行で現金に換えられる。
キャッシュフロー計算書上は、
- 受取利息・受取配当金・支払利息に係るCFは「営業活動の区分」に記載し、支払配当金に係るCFは「財務活動の区分に記載する方法。
- 受取利息・受取配当金に係るCFは「投資活動の区分」に記載し、支払利息・支払配当金に係るCFは「財務活動の区分に記載する方法。

のどちらかを採用する。そのため、受取配当金に係るCFは、「営業活動の区分」か「財務活動の区分」に記載される。表示科目名称は、「配当金の受取額」、もしくは受取利息と合わせて「利息及び配当金の受取額」として表示される。